# Lieve Paulus
Lieve Cappaert-Paulus (* 24. April 1966 als Lieve Paulus) ist eine ehemalige belgische Triathletin. Sie ist Europameisterin Triathlon Mitteldistanz (1985) und Kurzdistanz (1986).

## Werdegang
Lieve Paulus kam 1983 als 17-Jährige zum Triathlon.
Sie startete von 1985 bis 1993 als Profi-Triathletin. 1985 gewann sie die erste Austragung einer Europameisterschaft auf der Mitteldistanz. Im Juni 1986 wurde sie in Milton Keynes ETU-Europameisterin Kurzdistanz.
Sie ist mit Freddy Cappaert verheiratet und startete seitdem als Lieve Cappaert-Paulus.
Seit 2014 tritt sie nicht mehr international in Erscheinung.
Lieve Cappaert-Paulus ist mit ihrem Mann Freddy als Coach tätig im Triathlon Team Edegem.

## Sportliche Erfolge
| Datum/Jahr    | Rang | Wettbewerb                           | Austragungsort | Zeit     | Bemerkung                             |
| ------------- | ---- | ------------------------------------ | -------------- | -------- | ------------------------------------- |
| 6. Juli 2014  | 17   | BEL Triathlon National Championships | Kortrijk       | 02:45:19 | hinter Sofie Hooghe                   |
| 30. Juni 2013 | 17   | BEL Triathlon National Championships | Brasschaat     | 02:18:33 | hinter Katrien Verstuyft              |
| 2. Sep. 2001  | 3    | Triathlon de Gérardmer               | Gérardmer      |          | Kurzdistanz                           |
| 22. Juni 1986 | 1    | ETU Triathlon European Championships | Milton Keynes  | 02:17:10 | Europameisterin Triathlon Kurzdistanz |

| Jahr          | Platz | Wettbewerb                                           | Austragungsort | Zeit     | Bemerkung                                          |
| ------------- | ----- | ---------------------------------------------------- | -------------- | -------- | -------------------------------------------------- |
| 28. Juni 2009 | 7     | ITU Long Distance Triathlon World Series             | Brasschaat     | 04:37:59 | hinter der Belgierin Sofie Goos                    |
| 24. Juni 2007 | 11    | ETU Long Distance Triathlon European Championships   | Brasschaat     | 04:33:12 | Europameisterschaft auf der Langdistanz            |
| 20. Juni 1987 | 5     | ETU Triathlon Middle Distance European Championships | Roth           | 04:38:36 | im Rahmen der Challenge Roth                       |
| 1985          | 1     | ETU Middle Distance Triathlon European Championships | Åbenrå         | 04:45:19 | 2,5 km Schwimmen, 80 km Radfahren und 20 km Laufen |

(DNF – Did Not Finish)